# Nielles-les-Blequin Churchyard
Nielles-les-Blequin Churchyard is een begraafplaats gelegen in de Franse plaats Nielles-les-Blequin (Pas-de-Calais). De militaire graven worden onderhouden door de Commonwealth War Graves Commission.
De begraafplaats telt 3 geïdentificeerde Gemenebest graven, waarvan een uit de Eerste Wereldoorlog en 2 uit de Tweede Wereldoorlog.